# Städernas i Finland brandstods bolag för lösegendom
Städernas i Finland brandstodsbolag för lösegendom, grundades 1871 och var ett av Finlands första brandförsäkringsbolag.
Redan i de gamla landskapslagarna föreskrevs obligatoriskt understöd på landsbygden för inträffade eldsvådor, så kallad brandstod. I städernas gillesväsen förekom på liknande sätt brandstod. Från 1770 organiserades brandstod sockenvis i Sverige, och från 1800-talets mitt intensifierades inrättandet av brandstodsföreningar i takt med att städerna växte. Den lagstadgade obligatoriska brandstoden upphävdes 1908 i Finland. Det första finska allmänna brandförsäkringsbolaget var Brandförsäkringskontoret som grundades 1816. Dess verksamhet upphörde med Åbo brand 1827. Vid 1800-talets slut verkade tre allmänna brandförsäkringsbolag i Finland, det 1832 grundade Städernas allmänna brandstods bolag i Finland (föregångare till Sampo-Tarmo), Finska brandstodsbolaget för landet (föregångare till Aura-bolagen) från 1857, och Städernas i Finland brandstods bolag för lösegendom, som instiftades 1871. 1881 tillkom det första inhemska brandförsäkringsaktiebolaget, Fennia. Obligatorisk brandförsäkring stadgades i Finland 1933 i lagen om försäkringsavtal.